# Muralles de Vic
Les Muralles de Vic és una obra de Vic (Osona) declarada Bé Cultural d'Interès Nacional.

## Descripció
La muralla de Vic cloïa el nucli medieval i modern de la ciutat. Formen part de la muralla, a més del llenç, les seves torres de defensa, portals i ponts d'accés, així com fossats defensius. El seu perímetre discorre per les rambles de l'Hospital (tancament oest), Sant Domènec i del Bisbat (sud), dels Montcada (est), del Passeig i del Carme (nord). La muralla se situaria majoritàriament a l'interior de les finques d'aquestes rambles (a la banda del nucli antic), exceptuant els trams de muralla visibles a les rambles del Bisbat i dels Montcada i a la rambla de St. Domènec, en què se situa al subsol del vial. A partir de diverses intervencions arqueològiques dutes a terme al nucli antic de la ciutat de Vic s'ha pogut documentar les característiques del sistema defensiu.

### Estructures associades
Del traçat de la muralla:
- Muralla nord: tancament sud a la rambla Passeig i rambla del Carme: tram localitzat al subsol de la rambla del Carme 16, integrat a la finca. També es va localitzar un fragment de muralla que no es va poder documentar a causa de les obres de construcció d'una casa a la Rambla del Passeig 8. Recentment, es va documentar restes en intervencions arqueològiques a la Rambla del Passeig 16 i en una altra intervenció, a la Rambla del Passeig 34, on s'ha documentat un pany de la muralla dins de l'edifici amb una llargada d'uns 4m per una alçada de gairebé 2 m i una amplada també d'uns 2 m. Aquest mur s'assenta sobre la roca mare treballada. No va ser possible determinar si hi havia presència de fossat.
- Muralla sud: Vial Rambla Sant Domènec, on es van localitzar restes d'un tram de muralla, juntament amb les d'una torre associada al portal de Malloles. Tancament nord a la rambla del Bisbat, conservat en alçat. Un tram a l'interior de l'edifici de l'Albergueria, i un tram al subsol a l'extrem sud del carrer Santa Maria, conservat sota la pavimentació del carrer.
- Muralla est: tancament oest Rambla dels Montcada, del Bisbat i plaça Santa Teresa, conservada en alçat.
- Muralla oest: tancament est a la Rambla de l'Hospital, concretament al núm. 5 integrat a l'edificació s'identifica un tram de mur interior que delimitava el pas de ronda de les muralla, i també part del fossat.

Portes (amb les seves torres de defensa):
- Portal de Malloles (extrem oest carrer Ramada -subsol-)
- Portal de Gurb (extrem nord-oest carrer de les Neus -subsol-)
- Portal de Manlleu (extrem nord carrer Estret -subsol-)
- Portal de Montcada "el Portalet" (extrem sud carrer Mare de Déu Àngels)
- Portal de Queralt (extrem sud carrer dels Dolors)
- Portal de Santa Eulàlia (extrem est carrer Dues Soles)
- Portal d'en Teixidó (extrem sud carrer Sant Antoni M. Claret)
- Porta de Sant Joan (no localitzada)

Torres de defensa (exterior perímetre muralles -subsol-):
- Torre d'Amposta (possible situació al subsol zona central-est c/ Dr. Junyent)
- Torre de Sant Francesc (Rambla Montcada)
- Torre de l'hort de la casa Espona - Santa Clara Nova (est c/ Sagrada Família, extrem sud-est carretera de Gurb)
- Torre dels Caputxins (àrea església de la Divina Pastora: nord plaça Divina Pastora, extrem sud ctra. de Roda)

## Història
El primer perímetre de muralles es va definir al segle xii. L'any 1368 el rei Pere III va ordenar el reforçament de la fortificació. Inicialment es van reformar les muralles que ja existien per fer-les més funcionals; posteriorment, es van renovar completament. L'estructura defensiva resultant tenia llenços d'una cana de gruix (1,5 m aproximadament) amb merlets i una casamata. Comptava amb set portals, quatre dels quals tenien una torre a cada cantó (els de Malloles, del pont de Queralt, Santa Eulàlia i Manlleu) i els altres tres amb una sola torre (els de Gibraltar, Montcada i Gurb). A més, hi hauria al llarg de la muralla una torre cada 20 canes, un fossat de 40 pams (uns 8 m) i 24 pams de fondària (4,65 m).
Les muralles medievals de Vic envoltaven tot el conjunt urbà organitzat a partir de 3 nuclis: la Senyoria de Montcada, la Senyoria del Bisbe i la Plaça del Mercadal.
En època moderna, als segles XVI-XVII, alguns dels trams de les muralles van ser reparats. Al segle xviii, seguint un nou projecte de fortificació de la ciutat, s'eixamplà el perímetre existent entre el cos de la muralla i les edificacions dels ravals. L'espai anteriorment ocupat per les muralles fou ocupat per les rambles, en un terreny guanyat als fossats. El nou projecte, que incloïa un seguit de baluards defensius, no s'arribà a desenvolupar totalment.